# حد مشترك
الحد المشترك جزء وضع بين المقدارين يكون منتهى لأحدهما، ومبتدأً للآخر؛ ولا بد أن يكون مخالفا لهما.